# Nordisk Industrifond
Nordisk Industrifond var en fond der skulle fremme forskning, uddannelse og innovation i de nordiske lande. Den blev iværksat 20. februar 1973 og blev administreret af Nordisk Ministerråd. Den havde to divisioner: Bio- og Kemidivisionen samt Materialeteknologi og Standardiseringsdivisionen.

## Bio- og Kemidivisionen (BCD)
Bio og kemidivisionen under ledelse af Dr. Hans Bruno Lund, har kørt en række nordiske forsknings/uddannelses/innovationsprogrammer og -projekter under Nordisk Ministerråd i samarbejde med nationale, nordiske og internationale virksomheder, institutioner, organisationer og offentlige myndigheder.
- Nordic Wood (1993–1997): Et program for den nordiske skov- og træindustri.
- NordFood (1993–2000): Et program for den nordiske fødevareindustri.
- NordPap (1993–1996): Et program for den nordiske papir- og papirmasseindustri.
- NordBio (1989–1993): Et program for den bioteknologiske industri.
- NordYeast (1987–1993): Et program for gærforskning og gærforskningsindustri.